# Lemony Snicket's A Series of Unfortunate Events
Lemony Snicket's A Series of Unfortunate Events (bra: Desventuras em Série; prt: Lemony Snicket's: Uma Série de Desgraças), também conhecido simplesmente como A Series of Unfortunate Events em inglês, é um filme de comédia e fantasia estadunidense de 2004, dirigido por Brad Silberling. Trata-se de uma adaptação cinematográfica da série de livros A Series of Unfortunate Events de Lemony Snicket, retratando os três primeiros romances: The Bad Beginning, A Sala dos Répteis (ambos de 1999) e The Wide Window (2000). O filme é estrelado por Jim Carrey, Emily Browning, Liam Aiken, Timothy Spall, Catherine O'Hara, Billy Connolly, Cedric the Entertainer, Luis Guzmán, Jennifer Coolidge e Meryl Streep, bem como Jude Law como Lemony Snicket (o pseudônimo do escritor americano Daniel Handler).
A Nickelodeon Movies havia comprado os direitos cinematográficos dos livros para Daniel Handler em 2000 e logo iniciou o desenvolvimento de um filme com Barry Sonnenfeld na direção. Handler adaptou o roteiro e convidou Jim Carrey para interpretar o Conde Olaf. Sonnenfeld acabou abandonando o projeto após as preocupações com o orçamento em janeiro de 2003 e Brad Silberling assumiu. Robert Gordon reescreveu o roteiro de Handler e as filmagens se iniciaram em novembro de 2003. A Series of Unfortunate Events foi inteiramente rodado usando palcos de som em backlots dos estúdios da Paramount e da Downey Studios. Recebeu críticas positivas, com muitos elogiando seus valores de produção e performances (particularmente a performance de Carrey), enquanto alguns criticaram seu tom cômico e curta duração, uma vez que o filme focou apenas nos três primeiros livros da série original. O filme também arrecadou um pouco mais de duzentos e onze milhões de dólares em todo o mundo e ganhou o Óscar de Melhor Maquiagem.

## Enredo
Em uma torre do relógio, o investigador Lemony Snicket começa a escrever uma documentação sobre o paradeiro das crianças Baudelaire.
A aspirante a inventora Violet Baudelaire, de catorze anos de idade, e seus irmãos mais novos Klaus, com doze anos e amante de livros, e Sunny, uma bebezinha que tem mania de morder quase tudo que vê, ficam órfãos depois de um misterioso incêndio que destrói sua casa e mata os seus pais. O senhor Poe, o banqueiro da família, cuida de seus negócios e os deixa aos cuidados de seu parente geograficamente mais próximo e ator de teatro, o conde Olaf. Olaf pretende obter a fortuna da família, que permanecerá sob custódia do banco até Violet atingir a maioridade. Um vez em sua casa com as crianças, Olaf força-os a fazerem tarefas desnecessárias e os menospreza.
Voltando do tribunal onde o Conde Olaf obteve legalmente a custódia dos irmãos, o conde para para entrar em uma pequena loja à beira da estrada, deixando as crianças presas no carro estacionado bem em cima dos trilhos de um trem que está chegando; eles conseguem desviar o trem construindo um dispositivo improvisado para girar remotamente a chave que controla os trilhos. O senhor Poe chega e os leva embora, pensando que Olaf estava permitindo que Violet dirigisse o veículo.
Os órfãos são levados então para a custódia do seu tio, Dr. "Monty" Montgomery, um herpetologista excêntrico, mas de boa índole. No entanto, Olaf chega disfarçado de Stephano, assistente de Monty. Os irmãos tentam alertar Monty, mas ele acredita que Stephano está atrás da "Víbora Incrivelmente Mortífera", uma cobra gigante que, apesar de parecer assustadora, é bastante dócil. Monty é descoberto morto logo depois e sua morte atribuída à víbora. Eles são quase colocados aos cuidados de Olaf ainda disfarçado de Stephano pelo Sr. Poe, mas Sunny prova a culpa do falso Stephano ao mostrar que a víbora é inofensiva. Olaf, então, foge para não ser descoberto.
O Sr. Poe os deixa então com sua tia Josephine, uma viúva obcecada por gramática e que sofre de panfobia. Olaf aparece disfarçado de Capitão Sham para interferir em seus planos novamente. Um dia, Josephine não está em casa, deixando um bilhete aparentemente suicida confiando-os ao capitão Sham; Klaus deduz que Olaf a forçou a falsificar a nota, mas ela deixou uma mensagem escondida revelando sua localização. Eles navegam pelo mar até a caverna onde ela está escondida e a resgatam, mas atraem sanguessugas; Olaf aparece e leva as crianças, deixando Josephine para ser comida pelas pragas. O Sr. Poe encontra Olaf com as crianças e Olaf finge tê-los resgatado. O Sr. Poe se deixa enganar e devolve a guarda das crianças a Olaf.
Olaf planeja realizar uma peça intitulada "The Marvelous Marriage", estrelado por Violet e Olaf como noiva e noivo, respectivamente. As suspeitas de Klaus revelam que Olaf está planejando tirar vantagem da peça para realmente se casar com Violet, na tentativa de obter fortuna usando votos legalmente reconhecidos e um juiz de paz genuíno. Ele prende Sunny em uma gaiola de pássaro, ameaçando deixá-la morrer caso Violet se recusasse a participar da peça.
Durante a peça, Klaus consegue escapar e encontra uma torre escondida na casa de Olaf, onde descobre uma grande janela com um conjunto de lentes que, se posicionadas corretamente, podem focalizar os raios de sol. Ele percebe que esse foi o método usado para colocar fogo na mansão dos Baudelaire e que foi Olaf o verdadeiro mentor do crime, que matou os seus pais. Usando a janela ao longe, Klaus consegue queimar a certidão de casamento, levando à prisão de Olaf. No entanto, o narrador Snicket revela que Olaf desapareceu depois que um júri popular composto por seus comparsas anulou sua sentença.
Violet, Klaus e Sunny são levados para visitar os restos carbonizados de sua antiga casa pela última vez. Uma carta perdida de seus pais finalmente chega, contendo uma pequena luneta anunciando a sociedade secreta de sua família.
Snicket termina de escrever sua documentação e esconde os papéis na torre do relógio para seu editor encontrar. Ele conclui que, apesar dos recentes acontecimentos infelizes dos irmãos, eles ainda tiveram a sorte de ter um ao outro. Os Baudelaire são conduzidos pelo Sr. Poe até a próxima casa cujos donos terão sua custódia.

## Elenco
- Jim Carrey como o Conde Olaf, um vilão ator de teatro e mestre do disfarce que deseja a fortuna da família Baudelaire.
- Emily Browning como Violet Baudelaire, uma jovem aspirante a inventora, sendo bastante brilhante em suas invenções. Ela é a mais velha dos irmãos Baudelaire e faz invenções com itens básicos do dia a dia e possui a mania de amarrar os seus cabelos com uma fita quando tem uma ideia nova.
- Liam Aiken como Klaus Baudelaire, um garoto amante e colecionador de livros, sendo um leitor ferrenho, inteligente e de bom coração. Ele é o filho do meio dos irmãos Baudelaire e usa seu conhecimento enciclopédico para livrá-los de problemas.
- Kara e Shelby Hoffman como Sunny Baudelaire, a irmã mais nova dos Baudelaire. Ela é uma bebezinha atrevida com quatro dentes muito afiados. Seu diálogo é legendado conforme ela se comunica por meio de gritos ininteligíveis.
- Timothy Spall como o Sr. Poe, um banqueiro bem-intencionado, mas incompetente, que informa os filhos Baudelaire sobre o incêndio e cuida de seus negócios após o ocorrido.
- Billy Connolly como o Dr. "Monty" Montgomery, um excêntrico mas gentil herpetologista, tio dos Baudelaire e tutor temporário. Ele ganha a guarda das crianças após Poe presenciar os irmãos sozinhos no carro de Olaf, pensando que Violet estava dirigindo o veículo.
- Meryl Streep como Josephine Anwhistle, uma defensora da gramática com transtorno obsessivo-compulsivo, tia e guardiã temporária dos Baudelaire. Ela assume os irmãos após a morte de Monty.
- Catherine O'Hara como a juíza Strauss, a gentil vizinha do conde Olaf e que participa inocentemente da peça dele no final do filme para que este consiga se casar legalmente com Violet.
- Cedric the Entertainer como um detetive-policial que assiste a peça de Olaf.
- Luis Guzmán como o Careca, um dos comparsas de Olaf.
- Jamie Harris como o Homem das Mãos-de-Gancho, um dos comparsas de Olaf.
- Craig Ferguson como a Pessoa de Gênero Indeterminado, um dos comparsas de Olaf.
- Jennifer Coolidge e Jane Adams como as Moças de Rosto Branco, comparsas de Olaf.
- Fred Gallo como o Juiz Gallo, o juiz que concede a custódia dos Baudelaire ao conde Olaf.
- Deborah Theaker como a Sra. Poe, esposa do Sr. Poe.
- Jude Law como Lemony Snicket, um escritor introvertido e narrador da história.
- Rick Heinrichs e Amy Brenneman (ambos não creditados) como Sr. e Sra. Baudelaire, os pais falecidos de Klaus, Violet e Sunny.

## Produção

### Desenvolvimento
A Nickelodeon Movies havia comprado os direitos cinematográficos da série de livros A Series of Unfortunate Events em maio de 2000. A Paramount Pictures, dona da Nickelodeon, concordou em co-financiar o filme, junto com Scott Rudin. Vários diretores, incluindo Terry Gilliam e Roman Polanski, estavam interessados em fazer o filme; um dos candidatos favoritos do autor Daniel Handler era Guy Maddin. Em junho de 2002, Barry Sonnenfeld foi contratado para dirigir; ele foi escolhido porque já havia colaborado com Rudin e por causa de seu estilo de humor negro empregado nas direções de A Família Addams, A Família Addams 2 e Get Shorty. Sonnenfeld referiu-se aos romances Lemony Snicket como suas histórias infantis favoritas. O diretor contratou Handler para escrever o roteiro com a intenção de retratar Lemony Snicket como um musical, e escalou Jim Carrey como Conde Olaf em setembro de 2002.
O filme sofreu contratempos no desenvolvimento em dezembro de 2002. Rudin deixou o projeto por causa de preocupações com o orçamento. Enquanto Sonnenfeld e Carrey permaneceram, Sonnenfeld admitiu que era cético quanto ao orçamento de US$ 100 milhões da Paramount. O estúdio decidiu que mudar as filmagens de Hollywood para Wilmington, no estado da Carolina do Norte, seria mais barato. A data de lançamento programada inicialmente para abril de 2003 também foi adiada. A Paramount acabou resolvendo a situação em janeiro de 2003, com a ajuda da DreamWorks Pictures para co-financiar o filme, mas Sonnenfeld desocupou o cargo de diretor. Rudin e Sonnenfeld não tiveram envolvimento com o filme depois, mas foram creditados como produtores executivos. Carrey permaneceu com a aprovação da contratação do próximo diretor.
Brad Silberling assinou contrato para dirigir o filme em fevereiro de 2003. Ele não estava familiarizado com a série quando foi abordado pela primeira vez. Ele leu rapidamente os três primeiros romances e ficou animado com o fato de "Hollywood estar se arriscando a colocar mais de US$ 100 milhões para adaptar esses livros infantis inventivos para o cinema". Handler, que escreveu oito rascunhos do roteiro de Sonnenfeld, foi substituído por Robert Gordon em maio de 2003. Handler aprovou as mudanças que foram feitas em seu roteiro original. "Recebi uma oferta de crédito no filme como roteirista do Writers Guild of America, mas não aceitei porque não o escrevi. Achei que seria um insulto para o cara que fez isso", declarou Handler mais tarde.

### Filmagens
As filmagens estavam programadas para começarem em outubro de 2003, mas foram adiadas. A fotografia principal de A Series of Unfortunate Events começou efetivamente em 10 de novembro de 2003, usando os palcos de som e backlots da Paramount Studios em Hollywood. O diretor Brad Silberling evitou usar muitos efeitos digitais ou chroma key porque queria que os atores mais jovens se sentissem como se estivessem trabalhando em um ambiente realista. A mansão de Olaf ocupava dois palcos de som, enquanto o cemitério e as ruínas da mansão Baudelaire foram construídos nos fundos dos estúdios da Paramount. Após vinte e uma semanas de filmagens na Paramount, a produção se mudou para o Downey Studios, uma antiga instalação da NASA em Downey, Califórnia, para realizar mais oito semanas de gravações. Downey abrigou as cenas do cruzamento ferroviário com cenários de perspectiva forçada, bem como um tanque de água recém-construído completo com mais de um milhão de galões de água. O tanque de água foi fundamental para as cenas de filmagem ambientadas em Briny Beach, Lake Lachrymose, Damocles Dock e Curdled Cave. As filmagens do filme terminaram em 29 de maio de 2004.

### Design

Alguns cenários foram projetados usando técnicas de perspectiva forçada, combinadas com matte painting.

Silberling, o desenhista de produção Rick Heinrichs e a figurinista Colleen Atwood almejaram que o cenário do filme fosse ambíguo, dando-lhe uma sensação "atemporal". Heinrichs também adicionou designs steampunk ao período retratado. Para contribuir com o cenário, Silberling contratou Emmanuel Lubezki como o diretor de fotografia porque ele ficou impressionado com o trabalho do trio em A Lenda do Cavaleiro sem Cabeça de 1999.
Lubezki comparou as semelhanças cinematográficas com A Lenda do Cavaleiro sem Cabeça, notadamente a aparência monocromática de ambos os filmes. Ele também escolheu um cenário de paleta de cores específico para A Series of Unfortunate Events. "A história é muito episódica, por isso escolhemos um esquema de cores diferente para cada seção. Por exemplo, a casa do conde Olaf tem muitos verdes, pretos e cinzas; a casa do tio Monty tem muitos verdes e marrons e um pouco de amarelo; e a casa da tia Josephine tem azuis e pretos", delcarou Lubezki. O conjunto da passagem de nível da ferrovia foi construído em um ciclorama, que era a peça mais ambiciosa para o departamento de arte no uso de elementos de efeitos especiais "internos" e matte painting.

### Efeitos visuais
A ILM, sob supervisão de Stefen Fangmeier, criou as quinhentas e cinco tomadas de efeitos visuais do filme. Os cineastas usaram o mínimo possível de efeitos digitais, embora a cena do trem e da fumaça para a travessia da ferrovia tenha sido inteiramente criada usando animação por computador. A ILM também usou técnicas de gradação de cores para a cena do Lago Lacrimoso, que exigia animação completa para as sanguessugas. Os animadores digitais estudaram imagens da temporada de furacões no Atlântico de 2003 para retratar com precisão o furacão Herman, que foi o uso mais ambicioso de imagens geradas por computador (CGI) para o filme. A Nexus Studios projetou a sequência animada de abertura "Littlest Elf" modelando-a após animação em stop motion e completando-a com animação por computador. As cobras na casa do tio Monty eram uma combinação de cobras reais e animatrônicos; esses animatrônicos, principalmente a "Víbora Incrivelmente Mortífera", foram usados como modelos de referência que a ILM posteriormente aprimorou usando CGI. Como trabalhar com bebês às vezes era arriscado na produção de um filme, quatro cenas envolvendo Sunny Baudelaire exigiram CGI com tecnologia de captura de movimento; entre essas cenas está a tomada de Sunny pendurada em uma mesa pelos dentes, pegando um fuso com a boca e a cena em que ela brinca com a Víbora Incrivelmente Mortífera. O supervisor de animação Colin Brady usou sua filha bebê para a gravação das capturas de movimento. Um animatrônico controlado remotamente de Sunny também foi projetado por Kevin Yagher.

## Lançamento

### Marketing
Em outubro de 2002, a Nickelodeon Movies contratou a Activision (que até aquela altura já tinha uma parceria de longa data com a DreamWorks) para criar o videogame temático do filme. O acordo também incluiu opções para eventuais sequências. O diretor Brad Silberling entregou sua primeira versão do filme ao estúdio em agosto de 2004. Temendo que sua versão original fosse "muito escura", a Paramount e a DreamWorks realizaram exibições de teste. O filme foi então reeditado para se tornar uma atração family-friendly. Dado o seu lançamento em dezembro, a campanha de marketing do filme foi criticada por ser uma comédia deliberadamente anti-feriado, adotando slogans como "Tirando a alegria do Natal". A estréia de A Series of Unfortunate Events foi realizada no Cinerama Dome em 13 de dezembro de 2004. Uma tenda de 20.000 pés quadrados (1,900 m2) na Vine Street em Hollywod foi decorada com um tema de divulgação do filme.

### Mídia doméstica
Lemony Snicket's A Series of Unfortunate Events foi lançado em DVD e VHS em 26 de abril de 2005. Um Blu-ray para todas as regiões com rótulo em português foi lançado em 2012 e, em seguida, um Blu-ray da região estadunidense foi lançado em 9 de setembro de 2014. O filme foi relançado em DVD em 24 de janeiro de 2017.

## Recepção

### Comercial
Lemony Snicket's A Series of Unfortunate Events arrecadou US$ 118,6 milhões nos Estados Unidos e Canadá e US$ 92,8 milhões em outros países, com um total mundial de US$ 211,5 milhões, contra um orçamento de US$ 140 milhões.
O filme foi lançado nos Estados Unidos e Canadá em 17 de dezembro de 2004 em 4.400 telas em 3.620 cinemas, arrecadando US$ 30,1 milhões em seu fim de semana de estreia e terminando em primeiro nas bilheterias. Em seu segundo fim de semana, o filme caiu para o segundo lugar atrás de Meet the Fockers, arrecadando US$ 12,6 milhões. Foi o filme de maior bilheteria da Nickelodeon Movies até ser superado por The Last Airbender, de 2010.

### Crítica
Lemony Snicket's A Series of Unfortunate Events teve recepção geralmente favorável por parte da crítica especializada. Com base em 37 avaliações profissionais, alcançou a pontuação 62/100 no Metacritic. Com índice de 72%, o Rotten Tomatoes publicou um consenso: "Embora suaviza as bordas desagradáveis de seu material de origem, Lemony Snicket's A Series of Unfortunate Events é um deleite visual gótico e possui uma volta divertida do maníaco Jim Carrey como o malvado Conde Olaf".
Robert K. Elder, crítico de cinema do jornal Chicago Tribune, elogiou o design de produção de Rick Heinrichs e Jim Carrey por ter uma atuação equilibrada como ladrão de cenas; Elder chamou o filme de "excepcionalmente inteligente, hilariantemente sombrio e mordazmente subversivo". Desson Thomson, do The Washington Post, argumentou sobre a caracterização de um colega cineasta do conde Olaf: "Olaf é um vilão sem humor no livro. Ele não é nada divertido como Carrey. Ao que eu diria: Se você não pode deixe Carrey ser Carrey, coloque alguém chato e menos caro no papel. Em seus vários disfarces ele é elástico, inventivo e inspirado na improvisação. Eu gostei particularmente de sua imitação passageira de um dinossauro". Ty Burr, escrevendo ao The Boston Globe, observou: "O diretor Brad Silberling essencialmente fez um filme ao estilo de Tim Burton sem as estranhas facadas da dor adolescente. […] Snicket tem uma produção cinematográfica mais rápida e inspirada do que os dois primeiros filmes de Harry Potter. O filme não é uma obra-prima, mas pelo menos você está nas mãos de pessoas que sabem o que estão fazendo. O filme, como os livros, favorece o senso inato das crianças de que o mundo não é um lugar perfeito e que quem insiste no contrário está tentando te vender algo". O crítico de Internet James Berardinelli sentiu que "o filme é antes de mais nada uma fantasia, mas há correntes negras correndo logo abaixo da superfície. Dou crédito a Silberling por não permitir que engolissem o filme. Lemony Snicket's A Series of Unfortunate Events consegue permanecer espirituoso o tempo todo". Roger Ebert fez uma crítica mista: "Jim Carrey é exagerado como conde Olaf, mas suponho que um personagem chamado conde Olaf exagere por definição. Gostei do filme, mas vou lhe dizer uma coisa. Acho que este é um ajuste para a série, um ensaio em que eles descobrem o que funciona e o que precisa ser ajustado. O primeiro Homem-Aranha foi uma decepção, mas a mesma equipe voltou e fez Homem-Aranha 2, o melhor filme de super-herói já feito". Scott Foundas, crítico da revista Variety deu uma crítica negativa, criticando os cineastas por sacrificarem o enredo em favor de elementos visuais como cenografia e cinematografia; ele escreveu: "A Series of Unfortunate Events sugere o que Mary Poppins poderia ter parecido se Tim Burton o dirigisse. Não surpreendentemente, o designer de produção de Burton, Rick Heinrichs, foi o responsável pelos sets, enquanto o ás Emmanuel Lubezki contribuiu com os esquemas de iluminação expressionistas".

### Prêmios e indicações
| Cerimônia                     | Categoria                                                                | Recipiente(s)                                               | Resultado |
| ----------------------------- | ------------------------------------------------------------------------ | ----------------------------------------------------------- | --------- |
| Oscar 2005                    | Melhor design de produção                                                | Rick Heinrichs e Cheryl Carasik                             | Indicado  |
| Oscar 2005                    | Melhor figurino                                                          | Colleen Atwood                                              | Indicado  |
| Oscar 2005                    | Melhor maquiagem e penteados                                             | Valli O'Reilly e Bill Corso                                 | Venceu    |
| Oscar 2005                    | Melhor banda sonora                                                      | Thomas Newman                                               | Indicado  |
| Visual Effects Society Awards | Excelente desempenho de um personagem animado em um filme de live-action | Rick O'Connor, Martin Murphy, Indira Guettieri e Sam Breach | Indicado  |
| Prêmio Saturno                | Melhor filme de fantasia                                                 |                                                             | Indicado  |
| Prêmio Saturno                | Melhor maquiagem                                                         | Valli O'Reilly e Bill Corso                                 | Indicado  |
| Prêmio Saturno                | Melhor lançamento de edição especial de DVD                              |                                                             | Indicado  |

## Franquia cancelada e reboot

### Série de filmes cancelada
A Paramount Pictures, DreamWorks Pictures e Nickelodeon Movies esperavam que o filme se tornasse uma franquia como os filmes da série Harry Potter. Jim Carrey pensou que seu personagem seria bom como a base para uma franquia de filmes, uma vez que permitiria a ele para mergulhar em um novo papel. "Eu não tenho um acordo [para uma sequência], mas é um que eu não me importaria de fazer novamente, porque há tantos personagens", o ator explicou em dezembro de 2004. "Quero dizer, isso é muito divertido. É muito mais divertido ser um ator mau interpretando um personagem…" Em maio de 2005, o produtor Laurie MacDonald disse: "Lemony Snicket ainda tem algo que interessa a Paramount, que quer prosseguir e vamos estar falando com eles ainda mais."
Em outubro de 2008, Daniel Handler disse que "uma sequência parecia estar em discussão. A Paramount realizou bastante revisões corporativas, o que levou a muitos atrasos. Naturalmente, muitos dos planos em Hollywood não deram em nada, mas estou certo de que outro filme será feito. Algum dia. Talvez". Em junho de 2009, Silberling confirmou que ele ainda falava sobre o projeto com Handler e sugeriu que a sequência fosse realizada numa animação em stop motion porque os atores principais já estavam crescidos demais, dizendo: "De uma maneira estranha, a melhor coisa que você poderia fazer é realmente fazer Lemony Snicket de um jeito diferente e dizer para a audiência 'Ok, nós penhoramos o primeiro filme como uma mera dramatização com atores. Agora eu tenho medo de ter que mostrar-lhe a coisa real'".

### Reboot da Netflix
Em novembro de 2014, a Netflix anunciou seus planos de criar um seriado para adaptar toda a série de livros do romance. A série é estrelada por Neil Patrick Harris, Malina Weissman, Louis Hynes e Presley Smith, com Patrick Warburton como Lemony Snicket. A série, também intitulada A Series of Unfortunate Events, estreou no serviço de streaming da Netflix em 13 de janeiro de 2017. A primeira temporada consistiu em oito episódios e adapta os primeiros quatro livros da série; a segunda temporada foi lançada em 30 de março de 2018, contendo 10 episódios, retratando do quinto até o nono da série; a terceira e última temporada foi lançada em 1º de janeiro de 2019 e adapta os quatro livros restantes em sete episódios.

## Videogame
Um videogame homônimo baseado no filme e nos livros (embora sejam vistos mais elementos do filme do que dos livros no jogo) foi lançado em 2004 pela Adrenium Games e Activision para PlayStation 2, GameCube, Xbox, Game Boy Advance e PC. Nele, o jogador joga como os três órfãos e encontra personagens como o Sr. Poe, o tio Monty e a tia Josephine, junto com vilões como o conde Olaf, o Homem das Mãos-de-Gancho, as Moças de Rosto Branco e o Careca. O jogo, assim como o filme, segue apenas os três primeiros livros da série.